# Museum van de Zusters van Liefde van Jezus en Maria
Het Museum van de Zusters van Liefde van Jezus en Maria is gevestigd aan de Molenaarsstraat in de Vlaamse stad Gent. De collectie van het museum biedt een overzicht van de ontstaansgeschiedenis, het werk en leven van de Zusters van Liefde van Jezus en Maria.
De collecties van het museum bevatten onder meer kunst en gebruiksvoorwerpen uit de verschillende werelddelen waarin de orde actief was (Afrika, Azië en Europa), religieuze objecten, bid- en doodsprentjes, lithografische werken en etsen. Verder bezit het museum een uitgebreid archief en een bibliotheek.
Het museum is momenteel gesloten wegens reorganisatie.